# Gle Garut
Gle Garut är ett berg i Indonesien.   Det ligger i provinsen Aceh, i den västra delen av landet, 1 800 km nordväst om huvudstaden Jakarta. Toppen på Gle Garut är 253 meter över havet.
Terrängen runt Gle Garut är kuperad norrut, men söderut är den platt.Runt Gle Garut är det glesbefolkat, med 18 invånare per kvadratkilometer. Omgivningarna runt Gle Garut är en mosaik av jordbruksmark och naturlig växtlighet.